# Havárie raketoplánu Columbia
Havárie raketoplánu Columbia, k níž došlo 1. února 2003 v závěru vědecké mise STS-107, byla již druhou havárií amerického raketoplánu. Na rozdíl od tragédie raketoplánu Challenger, který explodoval krátce po startu, nastala havárie Columbie při návratu, v okamžiku, kdy do bezpečného přistání zbývalo jen 16 minut. Stroj se rozpadl ve výšce 63 kilometrů nad státem Texas při rychlosti 5,5 km/s. Zahynulo všech sedm členů posádky.

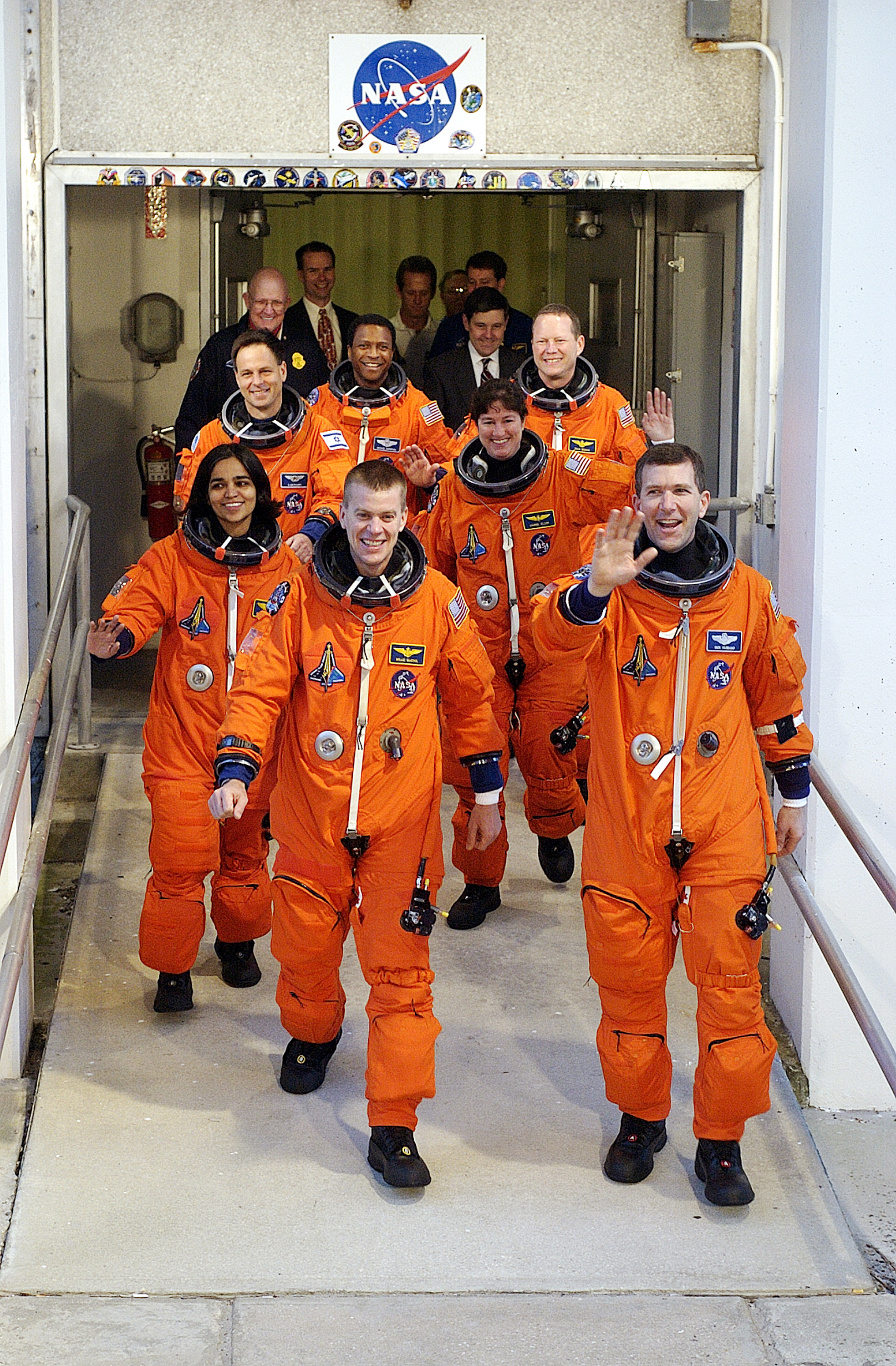
Sedm astronautů při nástupu do raketoplánu Columbia před posledním letem

## Posádka
Posádka raketoplánu Columbia byla určena už v roce 2000. Členy posádky byli:
- Richard Douglas Husband (velitel)
- William McCool (pilot)
- David Brown (první letový specialista)
- Kalpana Chawlaová (druhý letový specialista)
- Michael Anderson (třetí letový specialista)
- Laurel B. Clarková (čtvrtý letový specialista)
- Ilan Ramon (palubní specialista, Izrael) – Ilan Ramon byl vůbec prvním izraelským astronautem ve vesmíru. I z tohoto důvodu se zpočátku předpokládalo, že havárie byla teroristickým útokem – tato možnost však byla poměrně rychle vyloučena.

## Přistávací manévr

### Začátek přistávání

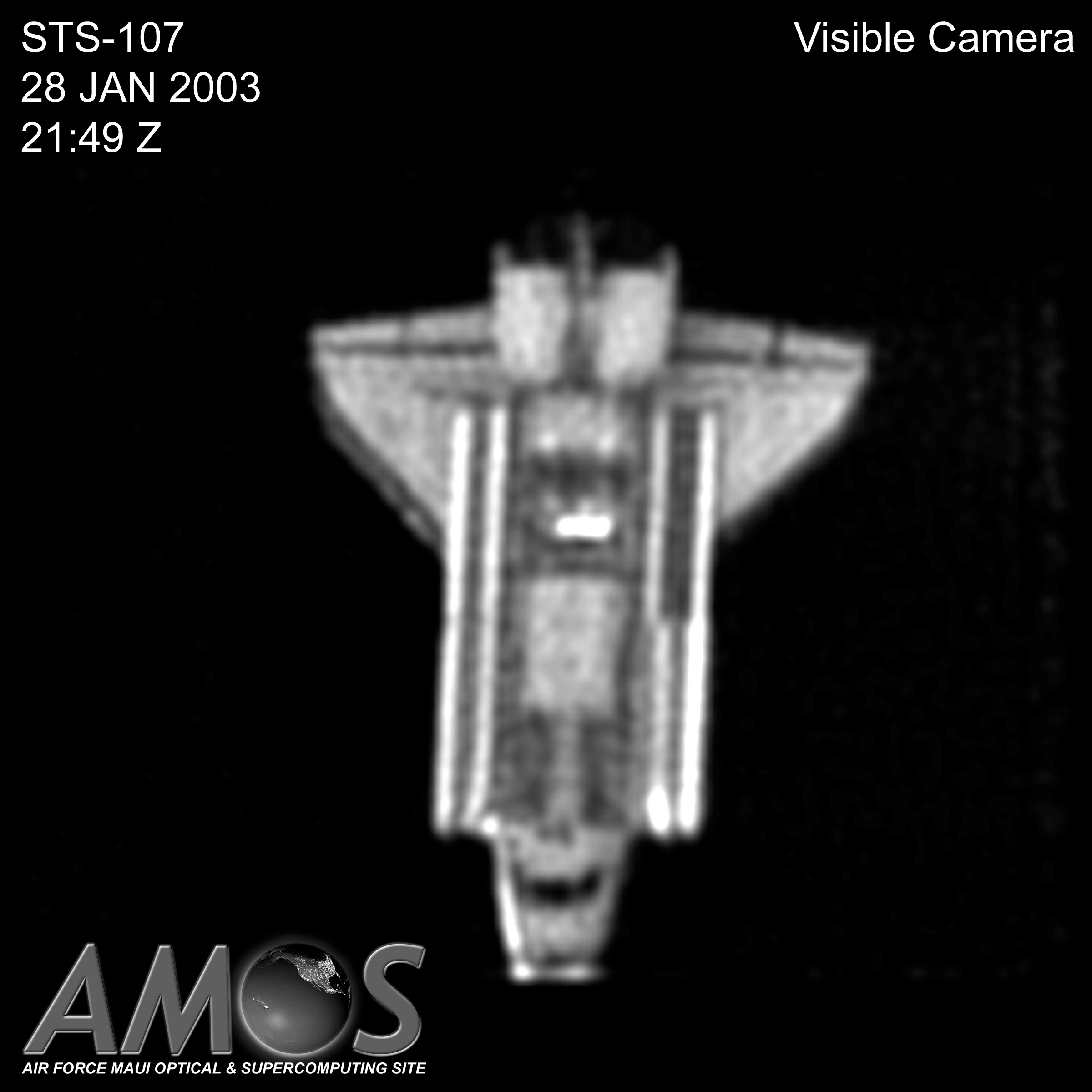
Fotografie raketoplánu Columbia na oběžné dráze pořízená 28. ledna pozorovací stanicí Amos. Na snímku nebylo zjištěno žádné poškození, rozlišení snímku je však velmi nízké

Přistání raketoplánu Columbia při vědecké misi STS-107 zaměřené na výzkum mikrogravitace bylo naplánováno na 1. února 2003. 31. ledna bylo zahájeno ukončování pokusů a úklid na palubě družicového stupně raketoplánu i v laboratoři Spacehab. 1. února 2003 okolo 6:40 UT ukončila odpočinek „červená směna“ (Chawlaová, Husband, Clarková a Ramon). Posádka se totiž kvůli efektivnějšímu využití času dělila na dvě směny: modrou a červenou. Obě směny okolo 08:49 UT zahájily přípravy na přistávací manévr. Proběhly poslední kontroly (čerpadla APU, funkce elevonů a kormidla, zkušební zážeh RCS motorů) a ve 13:10:39 UT bylo spuštěno první ze tří čerpadel hydrauliky. Ve 14:03 SEČ zahájila nic netušící posádka přistávací manévr. S dosednutím stroje na přistávací dráhu Kennedyho kosmického střediska se počítalo v 15:16 SEČ. Raketoplán byl otočen motory dopředu a ve 14:15:30 byl proveden zážeh motorů OMS o délce 158 sekund. Poté piloti otočili Columbii zpět do původní polohy – „nosem dopředu“. Z bloků FRCS byly vypuštěny zbytky pohonných hmot, byla spuštěna další dvě hydraulická čerpadla a motory SSME byly připraveny pro vstup do atmosféry. Raketoplán vstoupil do vrchních vrstev zemské atmosféry, kde jej začala postupně obklopovat žhavá plazma. Tato plazma s teplotou přesahující 1000 °C vzniká třením řídkých vrstev vzduchu o povrch raketoplánu. Raketoplán je však proti tomu chráněn vrstvou izolačních destiček. Za oficiální čas vstupu do atmosféry se považuje čas 14:44 SEČ. Zatím vše probíhalo podle plánu.

### Havárie
Ve 14:49 zahájila Columbia pravotočivou otáčku – manévr na snížení rychlosti. Ve 14:49 několik čidel zaregistrovalo slabý nárůst teploty. Za dvě minuty zaregistrovaly mírný nárůst teploty i čidla v hydraulickém systému brzd levého podvozku. V následujících chvílích došlo ke ztrátě údajů z čidel. Teplota rostla v celém křídle a v celé podvozkové šachtě. Tato data řídící středisko zaregistrovalo, ale nevěnovalo jim zvláštní pozornost. Krátce nato došlo ke ztrátě dat o tlaku i v pneumatikách levého podvozku. Tato skutečnost už mohla znamenat vážnou závadu, stále však mohlo jít jen o poruchu komunikace. Řídící středisko si to však chtělo ověřit:
„Columbia, tady je Houston,“ hlásil „capcom“ řídícího střediska Charles Hobaugh, „díváme se tu na hodnoty tlaku v pneumatikách a poslední jsme nedostali.“
„Rozumím,“ stihl ještě říci velitel Rick Husband a vyslovil ještě začátek dalšího slova. Jaké to bylo slovo, se už nikdo nikdy nedozví, protože v té chvíli bylo s raketoplánem přerušeno veškeré spojení. O několik sekund později se stroj podle radarových hlášení rozpadl. Těsně před rozpadem došlo k odtržení levého křídla. V okamžiku rozpadu se Columbia nacházela ve výšce 63 kilometrů a pohybovala se rychlostí 5,5 km/s. V trase raketoplánu nadále letěly už jen žhavé trosky, které se rozptýlily a dopadly na území třech amerických států, největší množství do Texasu. Trosky dopadaly do eliptické oblasti s rozměry přibližně 500×100 km. V 15:12:55 UT dal řídící letu L. Cain příkaz na uzamčení řídícího střediska, což je standardní opatření nutné pro zachování údajů a pozdější vyšetřování příčin nehody raketoplánu. Stalo se tak necelé tři minuty před časem plánovaného dosednutí Columbie na přistávací dráhu. Pracovníci NASA začali pomalu odvádět příbuzné a známé posádky z návštěvnické galerie hlavního sálu řídícího střediska. V té době seděl otec Ilana Ramona, Elizer Wolfermann v televizním studiu. Přímý přenos přerušila zpráva izraelského reportéra z Kennedyho vesmírného střediska o přerušení spojení s Columbií. Wolfermanna ohleduplně odvedli do vedlejší místnosti. Později o tomto okamžiku řekl: „Ještě jsem věřil. Té naděje jsem se držel všemi silami. Ilan přece velmi často létal bez spojení se Zemí.“
Okamžitě se rozběhly záchranné akce. V zázrak doufaly Spojené státy, Izrael i Indie (rodná země Kalpany Chawlaové). Nikdo ze sedmičlenné posádky však nepřežil. V 17 hodin Kennedyho vesmírné středisko spustilo vlajky na půl žerdi. Ve 20:05 prezident George W. Bush oznámil: „Columbia je ztracena, nikdo nepřežil.“
V USA i jiných zemích zavládl smutek. Lidé nosili květy k místům, kde se našly trosky. Přesto si však rodiny a přátelé astronautů přáli, aby lety do vesmíru pokračovaly. „Chceme, aby vesmírné mise pokračovaly. Nechceme, aby tito lidé zemřeli zbytečně.“ řekla matka astronauta Davida Browna. Podle jejích slov by si pokračování letů přál i její syn: „Když se ho jednou bratr Dough ptal: Davide, a co když zemřeš? David odpověděl: Program i přesto musí běžet dál“. Audrey McCoolová, matka pilota Williama C. McCoola uvedla: „Chceme, aby kosmické mise nepřestaly. Sedm životů by nemělo vyhasnout nadarmo.“ Bratr Ilana Ramona před novináři řekl: „Pro Ilana to bylo splnění snu. Chci, aby věděl, že jsem na něj pyšný. Ano, pyšný je to správné slovo.“
V Iráku však oficiální místa havárii považovala za důvod k radosti: „Alláh chtěl ukázat, že jeho moc je větší než moc Američanů. Pletou se do záležitostí naší země, ale Alláh nás mstí.“ (Abdal Džabbar Kurajší, zaměstnanec vlády Iráku).

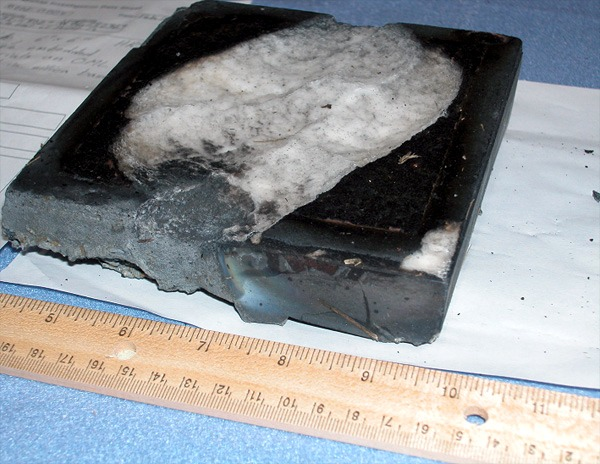
Jedna z destiček tepelné ochrany Columbie, kterou se podařilo nalézt

### Osud trosek
NASA vydala varování, aby se občané nedotýkali nalezených trosek. Mohly by být totiž toxické, hlavně kvůli možnému obsahu paliva – hydrazinu, který je prudce jedovatý. Několik lidí muselo vyhledat lékařské ošetření, převážně z preventivních důvodů. Někteří Američané začali trosky sbírat, buď si je chtěli nechat jako suvenýry nebo je prodat. Na internetu se objevila nabídka úlomků, přitom aukční cena některých z nich se vyšplhala na víc než 30 000 dolarů. Společnost eBay však začala tyto nabídky z internetu rychle stahovat. Státní zástupce pro jižní Texas Michael Shelby vyhlásil, že „kdokoli se dotkne trosek, bude čelit tvrdému trestu.“ Trosky jsou stále federálním majetkem. Místy však nastal opačný problém: Občané nosili na policii předměty, které považovali za trosky, ačkoliv to trosky nebyly. Množství trosek dopadlo například do města Nacogdoches. Jeho náměstí se stalo symbolem národní tragédie, lidé zde pokládali květiny nebo nechávali lístečky s vyjádřením lítosti a bolesti. S některými troskami si začaly hrát malé děti, naštěstí se žádné z nich nezranilo.
Trosky byly shromažďovány ve vyprázdněném hangáru v Kennedyho vesmírném středisku. 18. února bylo shromážděno už 4000 úlomků. 4. března bylo na tiskové konferenci vyšetřovací komise CAIB oznámeno, že zatím se našlo 22 563 kusů trosek, které dohromady tvoří 13,7 % hmotnosti Columbie. 26. března už hmotnost shromážděných trosek představovala 25 % hmotnosti raketoplánu. Technici předpokládali, že na Zemi mohlo dopadnout 35 až 50 % původní hmotnosti.
Hledání trosek začalo okolo 14:25 UT. Nejdříve byly dvě stíhačky F-15 louisianské Air National Guard z New Orleans odkloněny od běžného letu, aby se podílely na hledání trosek. V první fázi bylo do záchranných operací nasazeno několik desítek tisíc hasičů, policistů a vojáků. Později se jejich počet ustálil na 2500 osob. Koordinaci a zajištění sběru trosek měl na starosti astronaut James Donald Wetherbee. Trosky se shromažďovaly na letecké základně Barksdale. Hlavní koordinaci a zajištění trosek řídil Federální úřad pro mimořádné události (FEMA). Družice Ikaros [ujasnit] okolo 18:00 UT pořídila snímky oblasti Texasu s celkovou plochou asi 2000 kilometrů čtverečních, aby bylo hledání trosek jednodušší. Další snímky tato družice pořídila 4. února. Důležitým pro vyšetřování byl nález datového záznamníku OEX (Orbiter Experiment Support System). Tento záznamník je podobný „černé skříňce“ v letadlech, na rozdíl od ní však není přizpůsoben na „přežití“ havárie. Záznamník, který byl aktivován na začátku přistávacího manévru v čase 13:34 UT nahrával údaje o teplotě, aerodynamickém tlaku, vibracích a dalších fyzikálních parametrech. Ze všech raketoplánů byl pouze na Columbii jako zkušební prototyp. Po otevření záznamníku se však zjistilo, že páska je přetržená a proto z ní množství dat nebylo možno získat.
Mezi troskami se našly i pozůstatky členů posádky. První byly objeveny v Hemphille na východě Texasu. Kvůli velkému poškození se však nedaly identifikovat. Jako první se podařilo identifikovat pozůstatky Ilana Ramona. Našly se v noci z 5. na 6. února společně s troskami větší části spodního dílu obytné paluby. Ve stejné oblasti byla nalezena i špice raketoplánu a část řídícího panelu. 12. února NASA oznámila, že se podařilo identifikovat všechny členy posádky. Shromažďováním pozůstatků byl pověřen astronaut Jerry Lynn Ross.
Sedm astronautů však v konečném důsledku nebylo jedinými oběťmi havárie. 27. března se ve východním Texasu do lesa zřítil vrtulník Bell 407 patřící U. S. Forest Service, hledající trosky. Dvě osoby zahynuly a další tři byly zraněny.

## Vyšetřování

### Vyšetřovací komise
Druhý den po katastrofě byla sestavena vyšetřovací komise CAIB (Columbia Accident Investigation Board), známá také jako „Gehmanova komise“. V jejím čele byl admirál námořnictva Harold Gehman. Členy byli:
- S. Turcotte (velící důstojník U. S. Naval Safety Center)
- generálmajor J. L. Barry (ředitel odboru plánování a programů, Headquarters Air Force Materiel Command)
- generálmajor K. W. Hess (vedoucí odboru bezpečnosti USAF)
- dr. J. M. Hallock (vedoucí odboru bezpečnosti letecké dopravy při Ministerstvu dopravy)
- S. B. Wallace (ředitel odboru vyšetřování leteckých nehod Federal Aviation Administration)
- brigádní generál D. Deal (velitel 21. vesmírné letky)
- S. Hubbard (ředitel Ames Research Center)
- Bryan O'Connor (bývalý astronaut)

Později byla jako další člen komise jmenována Sheila E. Windallová, zabývající se problematikou letů v extrémních výškách. 5. března se na žádost předsedy CAIB komise rozšířila o další tři členy. Byli to:
- dr. Douglas Osheroff, laureát Nobelovy ceny za fyziku v roce 1996 a profesor na Stanfordově univerzitě
- dr. Sally Rideová, bývalá astronautka a ředitelka California Space Institute
- dr. John Logsdon, ředitel Space Policy Institute

První veřejné zasedání komise se uskutečnilo 6. března.
Vyšetřovací komise se soustředila na dva klíčové zdroje informací: údaje v počítačích řídícího střediska a zkoumání shromážděných trosek. Komise studovala též záznam radiolokačních sledování, záznamy telemetrie a záznamy hovorů s posádkou. Díky detailním zkoumání radiolokačních sledování například komise zjistila, že 17. ledna se od raketoplánu oddělil objekt s rozměry přibližně 0,3 krát 0,3 metru. Jeho možný vliv na havárii se však nepodařilo prokázat, mohlo jít například jen o kus ledu z odpadní vody vypouštěné z raketoplánu.

### Teorie o příčině havárie
Mezi hlavní možné příčiny havárie patřily:
- teroristický útok
- chybný úhel sestupu
- poškození tepelné ochrany (ve vesmíru nebo v průběhu startu či přistávání)
- zborcení konstrukce způsobené únavou materiálu
- selhání počítače
- výbuch v motorové sekci

Teroristický útok byl hned na začátku vyloučen jako technicky neuskutečnitelný. Chybný úhel sestupu či nesprávný manévr se dal taktéž okamžitě vyloučit, protože až do okamžiku ztráty spojení letěla Columbia po přesně stanovené dráze a stanovenou rychlostí. Další teorie předpokládaly, že příčinou mohla být i exploze pneumatik podvozku nebo samovolné otevření nebo odpadnutí závěru podvozku. Už v prvních fázích vyšetřování všechno nasvědčovalo tomu, že raketoplán měl při vstupu do atmosféry poškozenou tepelnou ochranu levého křídla. Příčiny poškození mohly být různé. Náraz kousku izolační pěny nebo kusu ledu NASA zpočátku odmítala. Při startu sledovací kamery zaznamenaly úlomek izolační pěny oddělující se od nádrže ET a narážející do křídla, ale podle tehdejšího názoru odborníků tato událost neměla mít na bezpečnost letu větší vliv. „Prostě nedává smysl, že by tato událost byla hlavní příčinou“ prohlásil na tiskové konferenci několik dní po tragédii ředitel programu raketoplánů Ron Dittermore. Úvahy o vodou nasáknutém a zledovatělém kusu pěny se ukázaly jako neopodstatněné – použitá izolační pěna je totiž nenasákavá. Samotná izolační pěna podle názoru odborníků jednoduše nemohla způsobit dostatečně velké poškození na to, aby došlo k destrukci celého raketoplánu. Navíc už při předcházejících letech docházelo k poškozením tepelného štítu izolační pěnou nebo ledem. Jednalo se o lety STS-7, STS-32, STS-50, STS-112 a vůbec největší poškození bylo zaznamenáno při letu STS-87. Při letu STS-87 měly destičky štítu celkově 380 poškození, některé kusy byly poškozeny až ze tří čtvrtin a přesto se raketoplánu podařilo bezpečně přistát.
Mezi další teorie patřilo poškození tepelného štítu až ve vesmíru. Poškození mohl způsobit kus ledu vypuštěný jako odpadní voda nebo mikrometeoroid. Ve výzkumném středisku Southwest Research Institute v San Antoniu prováděli pokusy s vystřelováním vzorku pěnové izolace ET na panel RCC. Pokusy dokázaly, že nejpravděpodobnější příčinou havárie byl skutečně náraz izolační pěny.

### Rekonstrukce zániku raketoplánu

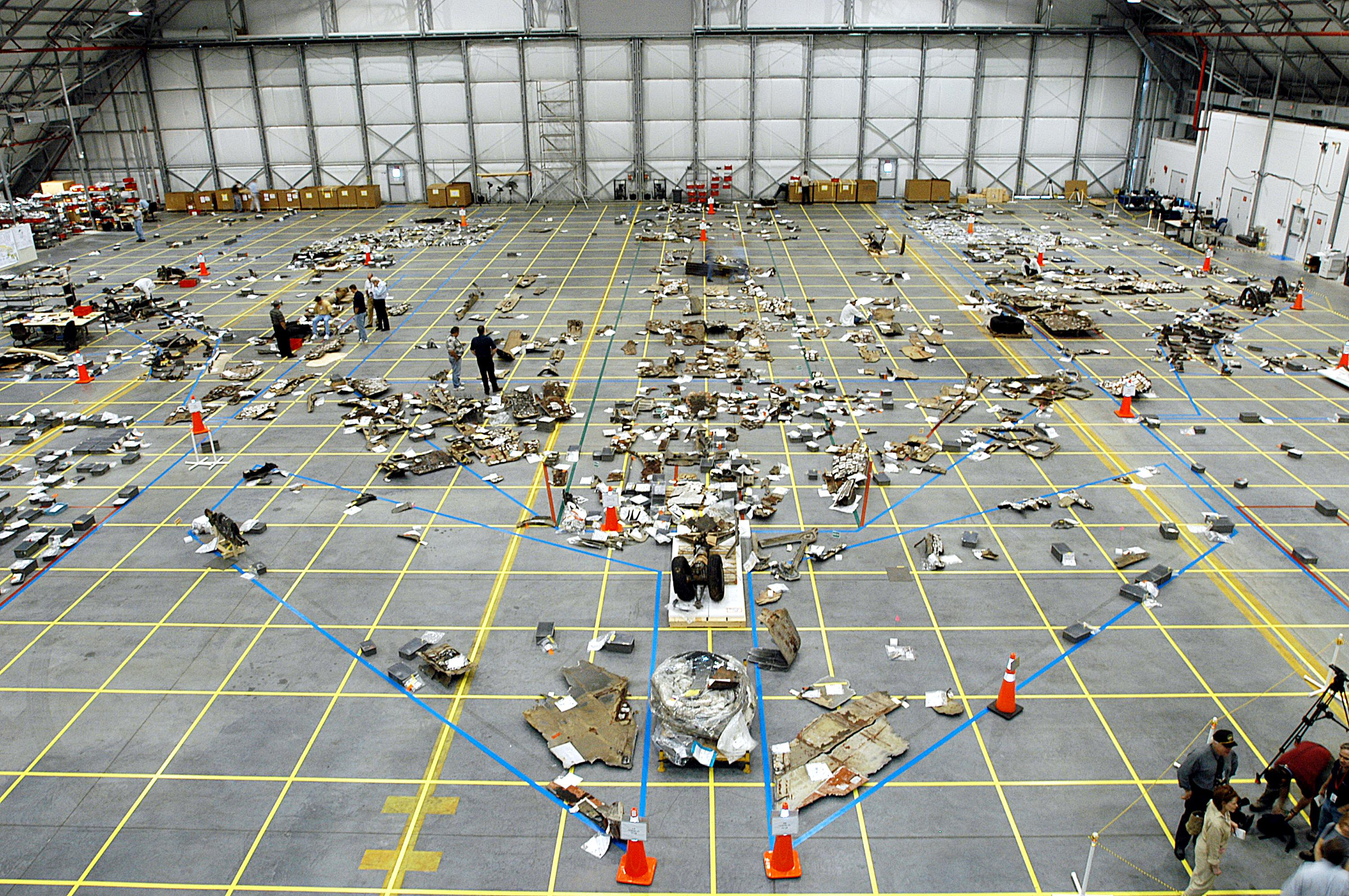
Hangár v Kennedyho vesmírném středisku, ve kterém se shromažďovaly trosky. Na podlaze hangáru jsou modrou barvou nakresleny obrysy raketoplánu a specialisté se pokoušejí umístit trosky na jejich původní místa

První detailní scénář havárie, který vypracovali pracovníci NASA, zveřejnila CAIB 6. května. Definitivní verze scénáře událostí byla komisí zveřejněna 8. července 2003.
Krátce po havárii bylo řídící středisko v Houstonu uzavřeno a všechna data v počítačích uložena. Z těchto údajů a z výpovědí očitých svědků, fotografického a filmového materiálu byly zrekonstruovány poslední okamžiky Columbie:
14:50:53 – začíná období maximálního aerodynamického ohřevu
14:51 – raketoplán přeletěl nad pobřežím Kalifornie. Očití svědci pozorovali, že za strojem zůstávají drobné rozžhavené úlomky – pravděpodobně odtrhávající se destičky tepelné ochrany. První anomálie byla zpozorována už ve 14:48:39. Čidlo uvnitř levého křídla za panelem RCC detekovalo nečekaně vysoké mechanické namáhání křídla.
14:52:17 – mírný nárůst teploty zaregistrovala čidla v hydraulickém systému brzd v levém podvozku. Columbia se nacházela ve výšce 71 040 metrů nad Tichým oceánem a letěla rychlostí 23,58 Machů
14:52:25 – 14:52:31 – nečekané přerušení spojení, podobná přerušení však bývají způsobeny obtékajícím plazmatem i při normálním průběhu přistání.
14:52:41 – zvyšuje se rychlost nárůstu teploty v hydraulickém systému brzd v levém podvozku
14:52:49 – úplně přestalo pracovat tepelné čidlo ve středu spodní strany levého vnitřního elevonu, poté, co naměřilo maximální teplotu 232 °C. Raketoplán byl ve výšce 70 085 m a měl rychlost 23,25 M
14:52:56 – nečekaný pokles teploty na levém vnitřním elevonu
14:53:09 – prudce vzrůstá teplota na levém modulu OMS
14:53:10 – nárůst teploty udávají dvě čidla podvozku, ztratila se všechna data z čidla teploty hydrauliky levého vnějšího elevonu. O sekundu později přestává dodávat informace i tepelné čidlo ve spodní větvi hydraulického systému
14:53:26 – raketoplán přelétává nad kalifornským městem Gualara severně od San Francisca ve výšce 69 480 metrů rychlostí 23 M. Krátce předtím začalo plánované řízení úhlu náběhu.
14:53:30 – 14:53:33 – Výpadek telemetrie, který však může znamenat jen běžný výpadek působením plazmatu. Po obnovení spojení už nevysílalo čidlo zpětné větve hydraulického systému. Raketoplán je v pravotočivé zatáčce a pohybuje se rychlostí 7,06 km/s.
14:53:34 – začala klesat teplota ve zpětné větvi hydraulického systému ovládání levého vnitřního elevonu. Za dvě sekundy později toto čidlo přestalo vysílat.
14:53:44 – na amatérském videozáznamu je zaznamenán první úlomek oddělující se od raketoplánu
14:53:46 – nárůst teploty v hydraulickém brzdovém okruhu levého podvozku. Stroj byl ve výšce 69 060 metrů a pohyboval se rychlostí 22,86 M
14:53:54 – 14:53:58, 14:54:00 – další záznamy o úlomcích tepelného štítu oddělujících se od raketoplánu
14:54:10 – začala vzrůstat i teplota hydraulického brzdového okruhu levého podvozku
14:54:22 – na levé straně střední části trupu nad křídlem začíná teplota narůstat rychlostí 4,2 °C za minutu. Normální průběh je 0,5 °C za minutu. Columbia je ve výšce 68 270 m a má rychlost 22,52 M
14:54:24 – vzrůstá teplota systému hydrauliky levého hlavního podvozku a to rychlostí 7°C za minutu
14:54:26 – podle plánu dochází k přepnutí komunikačních antén
14:54:34 – náhlé a krátkodobé zjasnění raketoplánu. Pravděpodobně došlo k vzplanutí některého konstrukčního prvku na levém křídle raketoplánu. Columbia je ve výšce 68 070 m a letí rychlostí 22,43 M. Nastává lehká odchylka od přímého směru letu. Autopilot dává pokyn ke dvěma zážehům stabilizačních motorů OMS, aby tuto odchylku napravil.
14:54 – čidla sledující teplotu mezi hliníkovým trupem raketoplánu a vrstvou destiček jeho tepelné ochrany zaznamenávají o třicet stupňů vyšší teplotu oproti normálu. V tomto okamžiku tepelný štít stroje už není celistvý. Mimo plazmatu k destrukci přispívá hoření samotného raketoplánu
14:55:04 – 14:55:30 – Odlet dalších čtyř úlomků, stoupá teplota zpětného ventilu brzdového hydraulického systému
14:55:23 – další čidlo teploty hydrauliky (tentokrát zpětný ventil hydrauliky přední brzdové čelisti levého kola hlavního podvozku) registruje nárůst teploty rychlostí 5 °C za minutu. Raketoplán má výšku 66 850 metrů a rychlost 21,69 M
13:55:33 – 13:55:35 UT – výpadek telemetrie, vzápětí je zpozorován další úlomek
14:55:41 – další nárůst teploty na levé straně trupu nad křídlem z 0 °C/min na 1,4 °C/min.
14:55:49 – raketoplán vylétá ze zemského stínu
14:56:16 – 14:56:20 – roste teplota v celé podvozkové šachtě. Čidlo ve středu horní hrany levého křídla přestalo vysílat
14:56:22 – zvyšuje se rychlost růstu teploty hydrauliky levého brzdového okruhu
14:56:24 – ztráta informací ze středu spodní strany levého křídla
14:56:53 – další zvýšení rychlosti růstu teploty v hydraulice vysouvání levého podvozku z 0,9 na 7,5 °C za minutu. Raketoplán letí ve výšce 65 650 metrů rychlostí 20,80 M
14:57 – v důsledku aerodynamických sil se raketoplán začíná pomalu otáčet doleva. Autopilot zatím tuto odchylku bez problémů kompenzuje
14:57:06 – raketoplán v levotočivé zatáčce
14:57:19 – tlakové čidlo ve vnější pneumatice levého podvozku vykazuje anomálie
14:57:28 – selhalo teplotní čidlo ve středu spodního povrchu levého křídla. Raketoplán je ve výšce 65 055 metrů a pohybuje se rychlostí 20,31 M
14:57:35 – raketoplán se díky zvýšenému aerodynamickému namáhání opět stáčí doleva, náklon zatím kompenzují elevony
14:57:43 – selhalo tepelné čidlo ve středu horního povrchu levého křídla
14:57:54 – začíná růst teplota zpětného ventilu hydrauliky zadní brzdové čelisti levého kola levého podvozku. Columbia je teď ve výšce 63 090 m a pohybuje se rychlostí 19,55 M
14:58:03 (±30 sekund) – další kompenzace narůstající aerodynamické nestability
14:58:16 – zvýšila se rychlost nárůstu teploty hydrauliky brzdového okruhu D z 0,5 na 6,5 °C za minutu
14:58:32 – začíná postupný pokles tlaku v obou pneumatikách levého podvozku, začíná klesat teplota levého kola levého podvozku
14:58:38 – 14:58:40 – přestávají pracovat čidla pneumatik levého podvozku
14:58:39 – monitor v pilotní kabině raketoplánu zobrazuje informace o odchylkách v tlakových senzorech v levém podvozku. V tomto okamžiku se asi posádka poprvé dozvěděla, že něco není v pořádku. Předcházející problémy totiž počítače nehlásily a chvění a vibrace, které byly způsobeny postupnou destrukcí křídla se téměř nelišily od chvění a vibrací provázející každé přistávání.

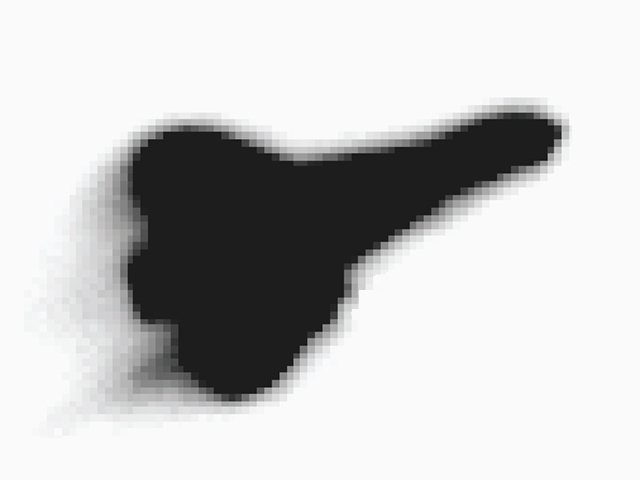
Snímek přistávajícího raketoplánu Columbia (zespodu) ze základny Kirtland. Levé křídlo vykazuje jasné stopy poškození a za ním se táhne plamen

14:58:40 – náhle přestalo pracovat čidlo měření tlaku pravé pneumatiky levého podvozku. Raketoplán má výšku 62 210 metrů a rychlost 19,13 M
14:58:41 – zaregistrován prudký nárůst tlaku o 24 kPa a vzápětí pokles v pravé pneumatice levého podvozku. Je možné, že došlo k prasknutí pneumatiky
14:58:48 – 14:58:54 – tlak v pravé pneumatice levého podvozku začíná klesat a přestávají pracovat další čidla teploty a tlaku v obou pneumatikách levého podvozku
14:59:00 – pořízení snímku Columbie dalekohledem Starfire Optical Range na základně Kirtland
14:59:06 – jeden ze tří spínačů indikuje vysunutí levého podvozku. S největší pravděpodobností šlo o poškození spínače a ne o skutečné vysunutí podvozku. Raketoplán letí ve výšce 61 300 metrů rychlostí 18,76 M
14:59:28 – bylo navázáno poslední hlasové spojení s raketoplánem
14:59:31 – zážeh dvou manévrovacích motorů RCS na pravé straně raketoplánu a následně vychýlení obou elevonů, vše za účelem kompenzovat vzrůstající aerodynamický odpor v oblasti levého křídla. Raketoplán má výšku 60 230 metrů a rychlost 18,16 M. Řídící systém raketoplánu začíná dostávat zmatené údaje
14:59:32 – přijat poslední úplný blok telemetrických údajů, které uvádějí nejvyšší naměřenou teplotu v brzdovém okruhu levého podvozku a to 77,9 °C. Přerušení datového spojení nastalo na souřadnicích 32.9° s.š., 99.0° z.d. Vzápětí došlo na palubě Columbie k elektrickému zkratu
14:59:33 chybné hlášení z hydraulického systému, poplašná signalizace primárního řídícího systému a všeobecný poplach
14:59:36 – 14:59:37 – pokus autopilota o kompenzaci narůstajícího aerodynamického odporu
14:59:46,347 – začíná 25 sekund, během kterých nebyla z raketoplánu přijata vůbec žádná data
14:59:52 – pravděpodobně došlo k poškození levého modulu OMS a úniku jeho pohonných hmot
15:00:01 – 15:00:03 – náhodná nebo úmyslná aktivace jednoho ze dvou ručních ovladačů orientace raketoplánu
15:00:03 – krátké obnovení telemetrie, které je však neúplné. Podle údajů jsou hlavní systémy (počítače, palivové články, čerpadla APU,…) funkční a trup je zřejmě nedotknutý. Palivové baterie, navigační systém, autopilot a počítače dosud pracovaly. V hydraulickém systému je však nulový tlak a křídlo je těžce poškozeno nebo úplně zničeno, levý modul OMS též pravděpodobně podléhal destrukci
Raketoplán vzápětí pravděpodobně začal rotovat a došlo k jeho destrukci. Kabina s posádkou vlastní destrukci stroje pravděpodobně přestála, ale přibližně po 10 sekundách byla zničena působením aerodynamických sil. Jestli byla posádka od okamžiku destrukce stroje až do okamžiku zničení kabiny při vědomí nebo ne, nelze nijak zjistit. NASA z úcty k pozůstalým nezveřejnila, jak a kdy přesně posádka zahynula. Smuteční obřad za účasti rodinných příslušníků, zástupců vedení NASA a pozvaných hostů se konal 2. února v Houstonu. Jako první byl pochován Ilan Ramon. Jeho tělesné pozůstatky byly 10. února 2003 převezeny do Tel Avivu, vlastní smuteční obřad se konal o den později. Velitel Rick Husband byl pochován v rodném městě Amarillo, William McCool ve městě Annapolis a pozůstatky Kalpany Chawlaové byly převezeny do její rodné Indie. Ostatní tři členové posádky, David Brown, Michael Anderson a Laurel Clarková jsou pochováni na Arlingtonském národním hřbitově ve Washingtonu.

### Závěr vyšetřovací komise

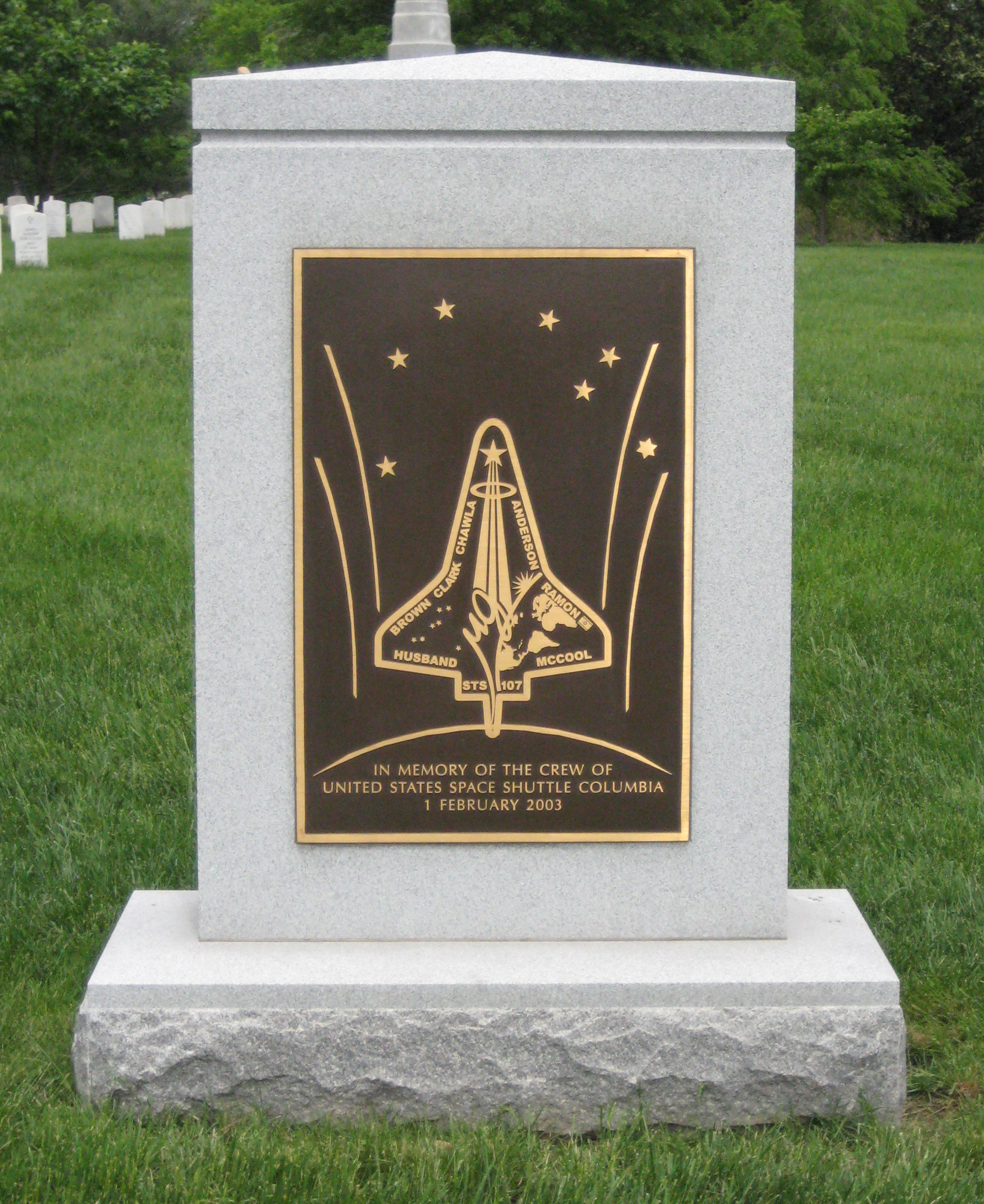
Památník na Arlingtonském národním hřbitově

První díl plného znění zprávy vyšetřovací komise zveřejnila komise 26. září 2003. CAIB dospěla k závěru, že příčinou neštěstí byla poškozená tepelná izolace na náběžné hraně levého křídla. K tomuto poškození došlo už při startu. Způsobil ho velký kus pěnové izolace, který odpadl z nádrže ET. Po upřesnění byly jeho rozměry přibližně 600 × 380 × 75 mm. Společně s ním se uvolnily další dva menší úlomky. Velký kus izolace dopadl na náběžnou hranu křídla rychlostí 185 až 255 m/s, kde poškodil panely RCC. Místo dopadu bylo opravdu nešťastné – kdyby tento kus dopadl na jiné místo, pravděpodobně by se i přes poškození podařilo Columbii bezpečně přistát. Na náběžné hraně křídla je však teplota plazmatu nejvyšší a celistvost panelů RCC je pro bezpečné přistání nezbytná. K poškození došlo mezi panely 5 až 9, nejpravděpodobněji byly poškozeny panely 8 a 9. Vzniklou trhlinou se plazma dostalo do křídla, kde pravděpodobně nejprve přepálilo žebro náběžné hrany. Plazma postupně propalovalo přepážky tvořící vnitřní konstrukci křídla a zároveň zvětšovalo trhlinu. Zároveň aerodynamické síly strhávaly ze stroje další destičky a úlomky. Tento proces pozorovalo několik svědků. Ve 12:58:56 byl přerušen přenos telemetrických údajů o teplotě a tlaku pneumatik levého podvozku. To mohlo souviset s explozí pneumatik pod vlivem vysoké teploty. Nakonec došlo k odtrhnutí křídla. Raketoplán se prudce otočil, v důsledku toho vypadlo spojení (komunikační anténa přestala směrovat na spojovací družici). V následujících sekundách došlo k destrukci celého raketoplánu.

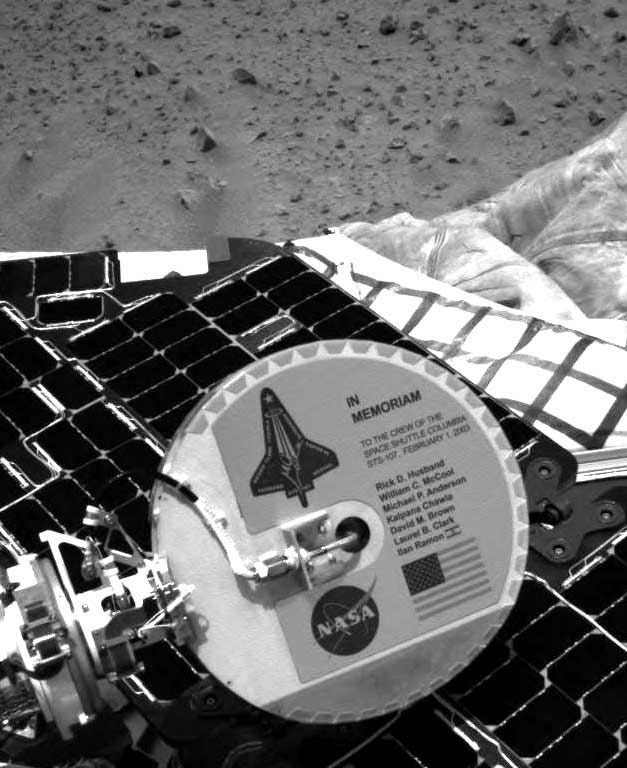
Pamětní plaketa na Marsu

Vyšetřovací komise v závěrečné zprávě vydala celkově 29 doporučení pro vyšší bezpečnost budoucích letů. Za hlavní příčinu, která vedla k havárii, považuje CAIB dlouhodobý nedostatek interní komunikace v rámci organizace a přehlédnutí zdánlivě drobných odchylek od požadovaných technických a bezpečnostních parametrů mise. 27. června vydala CAIB předběžná doporučení, podle kterých má NASA vyvinout před obnovením letů raketoplánů k ISS prostředky inspekce a opravy tepelné ochrany včetně panelů RCC. Před zahájením letů za jiným účelem musí být navíc vyvinuty inspekční a opravárenské postupy úplně nezávislé na ISS, pokrývající co nejširší spektrum scénářů poškození. NASA zareagovala rychle, už 8. září 2003 zveřejnila první plán uskutečňování opatření podle doporučení. Další lety byly pozastaveny na víc než dva roky. Raketoplány i pozemská zařízení a personál prošly celou řadou úprav, testů a zdokonalení. Především byla omezena možnost odpadávání částic z ET při startu. Program návratu raketoplánů do vesmíru byl nazván Return to Flight.

### Možnosti záchrany posádky
Komise též zhodnotila studii NASA o případných možnostech záchrany posádky Columbie v případě, že by se o poškození vědělo. Možnosti nouzové opravy náběžné hrany ve vesmíru nebo vyslání záchranné mise raketoplánu Atlantis v případě letu STS-107 nebyly realizovatelné. Právě tak nebyly uskutečnitelné ani varianty vyslání ruské vesmírné lodě nebo nouzový přechod astronautů na Mezinárodní vesmírnou stanici. Start raketoplánu nebo ruské vesmírné lodě nebyl uskutečnitelný pro příliš dlouhé trvání předstartovních příprav, neexistovala žádná možnost přechodu posádky z jedné vesmírné lodě do druhé a také by neměla posádka záchranné lodě dost času nacvičit si průběh záchranné akce. Spojení se s ISS bylo nerealizovatelné, protože Columbia obíhala po dráze s podstatně jiným sklonem a výškou a na vyrovnání své dráhy se stanicí neměla dostatek času ani paliva. Columbia neměla ani spojovací tunel s ISS. Na možnost opravy poškozené tepelné ochrany ve vesmíru Columbia nebyla také vůbec vybavena.
Posádku Columbie nebylo možno za nastalé situace zachránit. Ačkoliv se objevily různé spekulace, ani posádka, ani nikdo z řídícího střediska nic netušil o poškození a blížící se katastrofě.

## Pamětní gesta
Jmény členů posádky Columbie byly pojmenovány planetky (51823) Rickhusband, (51824) Mikeanderson, (51825) Davidbrown, (51826) Kalpanachawla, (51827) Laurelclark, (51828) Ilanramon a (51829) Williemccool. Na jejich památku byla též do přistávacího modulu robota Spirit na Marsu umístěna pamětní plaketa a jejich jmény byly pojmenovány též jednotlivé vrchy pohoří Columbia Hills na Marsu, v blízkosti kterých rover přistál. Letiště ve městě Amarillo (rodném městě Ricka Husbanda) s původním názvem Amarillo International Airport bylo přejmenováno na Rick Husband Amarillo International Airport.